# Jan Koča
Jan Koča (24. června 1880 Plzeň – 19. srpna 1936, Praha-Libeň) byl český stavitel a architekt, působící na počátku 20. století.

## Život
Narodil se v Plzni, v rodině obuvníka Vojtěcha Koče a jeho manželky Marie, rozené Toušové.
Dne 17. května 1905 se v Plzni oženil s Marií, rozenou Karáskovou, se kterou měl dvě děti. Dne 27. listopadu 1920 se v Rokycanech oženil podruhé s Marií Drégrovou. Zdroje uvádějí jako místo jeho pobytu Vršovice a Smíchov, ve 20. a 30. letech 20. století Zbiroh.

## Stavby
Z realizací:

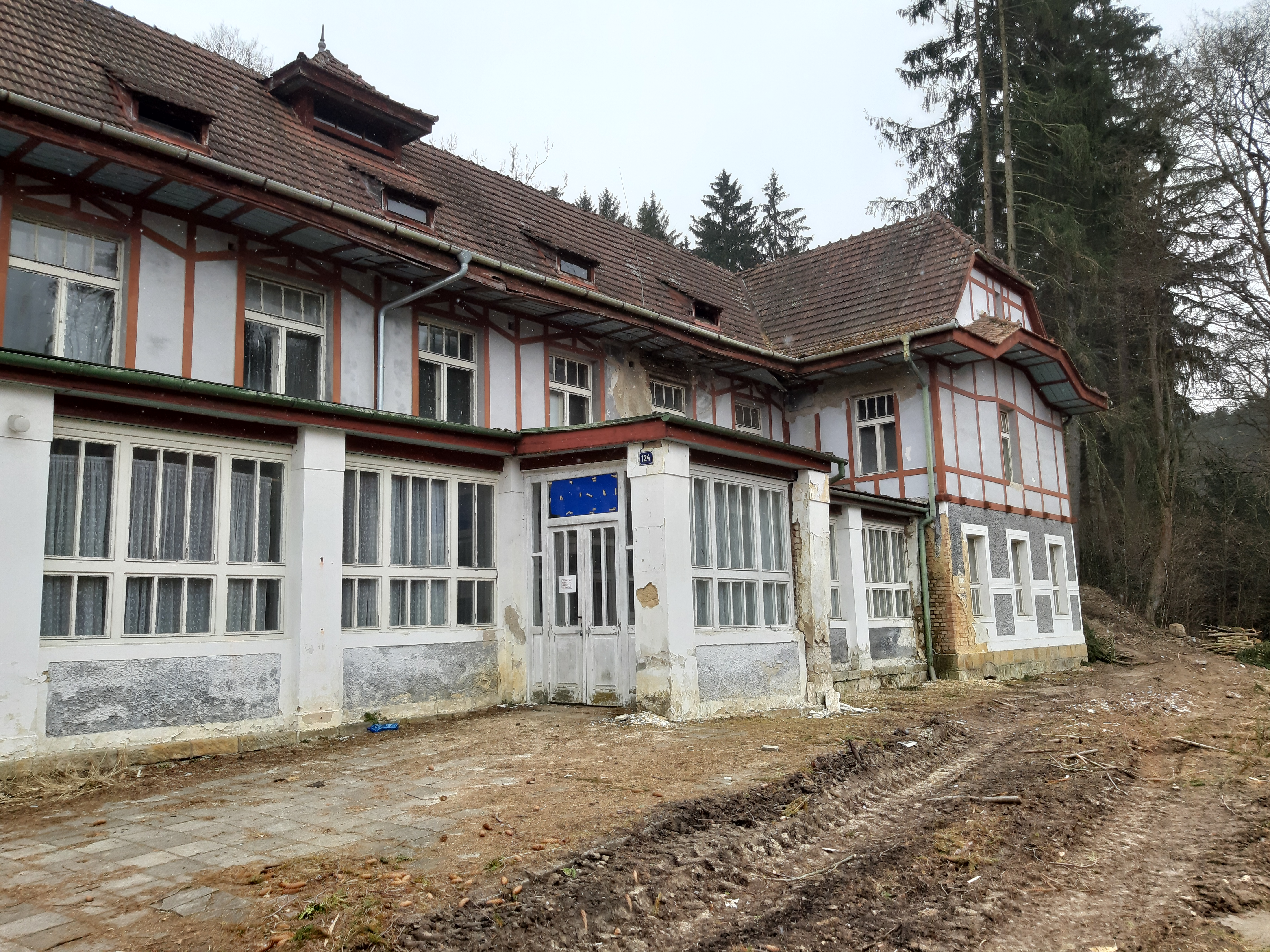
Luhačovice, sirné a slatinné lázně, 2021

- Luhačovice, sirné a slatinné lázně, 2021Sirné a slatinné lázně, Luhačovice 1909 (původní objekt; nástavba Adolf Vítámvás, 1941).[5]
- Návrh domu Jana Kajmy na Menclovici, Uherské Hradiště 1910-1911.[6]
- Nájemní dům Chvalova 1202/8, Praha-Žižkov, mezi 1905–1913 (spolu s Bohumilem Hubalkou).[7]